# Harold Henry Joachim
Harold Henry Joachim, född 28 maj 1868, död 30 juli 1938, var en brittisk filosof.
Joachim var professor i Oxford, och anhängare av den från F.H. Bradley utgående brittiska idealismen och hegelianismen. Han betonade dock olösligheten i problemen, hur den tidlöst varande idén klyvs ut i mångfalden av tänkande individer. Bland hans arbeten märks främst The nature of truth (1906).